# فریدریش کلنر
فریدریش کلنر (آلمانی: Friedrich Kellner; ۱ فوریهٔ ۱۸۸۵ – ۴ نوامبر ۱۹۷۰) سیاستمدار و مدیر اهل آلمان بود. او که در جنگ جهانی اول به عنوان پیاده‌نظام خدمت کرده بود پس از جنگ از سازمان‌دهندگان حزب سوسیال دموکرات آلمان شد که در آن دوره حزب حاکم در دوره دموکراسی آلمان بین دو جنگ جهانی بود. کلنر و همسرش به عنوان فعالان سیاسی سوسیال دموکرات کمپین‌هایی را علیه آدولف هیتلر و حزب ناسیونال سوسیالیست کارگران آلمان تشکیل دادند. او در طی جنگ جهانی دوم خاطراتی روزمره دربارهٔ دوران حکومت حزب نازی نوشت که بعدها مورد توجه منتقدان قرار گرفت.

## خاطرات

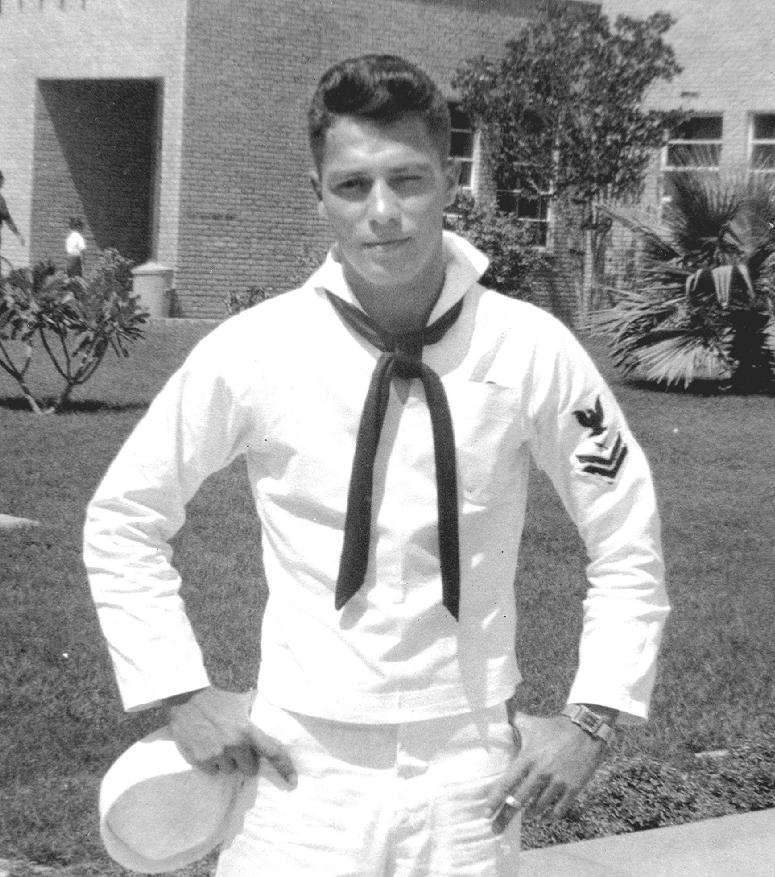
رابرت اسکات کلنر در سال 1960

فردیش کلنر در طول جنگ جهانی دوم او اقدام به نوشتن خاطراتی روزانه پیرامون مشاهداتش از رژیم نازی کرد. این خاطرات از ۱ سپتامبر ۱۹۳۹ تا ۱۷ مه ۱۹۴۵ را شامل می‌شود. کلنر این خاطرات را برای ترجمه و انتشار به نوهٔ آمریکایی خود سپرد. کتابی شامل این خاطرات روزانه با نام مقاومت من (به آلمانی: Mein Widerstand) در سال ۲۰۱۱ در آلمان و در سال ۲۰۱۸ با ترجمهٔ انگلیسی منتشر شد. او دربارهٔ خاطرات خود گفته‌است: «من نمی‌توانم در زمان حال با نازی‌ها بجنگم چرا که آن‌ها قدرت از بین بردن صدای من را دارند؛ بنابراین تصمیم گرفتم در آینده با آن‌ها بجنگم. من به نسل‌هایی که خواهند آمد سلاحی برای مبارزه با تجدید حیات چنین شیطانی خواهم داد.»